# برونسون موراي
برونسون موراي (بالإنجليزية: Bronson Murray)‏ هو لاعب اتحاد الرغبي نيوزيلندي، ولد في 6 نوفمبر 1982 في كايتيا ‏ في نيوزيلندا.